# Prémio Screen Actors Guild 1998
A 4ª edição dos Prémios Screen Actors Guild foi apresentada em Los Angeles em 8 de março de 1998.

## Vencedores

### Filme
- Performance de um Actor num Papel Principal
  - Jack Nicholson, As Good As It Gets
- Performance de uma Actriz num Papel Principal
  - Helen Hunt, As Good As It Gets
- Performance de um Actor num Papel Secundário
  - Robin Williams, Good Will Hunting
- Performance de uma Actriz num Papel Secundário
  - Kim Basinger, L.A. Confidential
  - Gloria Stuart, Titanic
- Performance de um Elenco
  - The Full Monty

### Televisão
- Performance de um Actor numa Minisérie ou Filme para Televisão
  - Gary Sinise, George Wallace
- Performance de uma Actriz numa Minisérie ou Filme para Televisão
  - Alfre Woodard, Miss Evers' Boys
- Performance de um Actor numa Série Dramática
  - Anthony Edwards, E.R.
- Performance de um Actriz numa Série Dramática
  - Julianna Margulies, E.R.
- Performance de um Actor numa Série de Comédia
  - John Lithgow, 3rd Rock from the Sun
- Performance de um Actriz numa Série de Comédia
  - Julia Louis-Dreyfus, Seinfeld
- Performance de um Elenco numa Série Dramática
  - E.R.
- Performance de um Elenco numa Série de Comédia
  - Seinfeld
- Prémio Carreira Screen Actors Guild Awards:
  - Elizabeth Taylor